# Кеноте Лагуна
Кеноте Лагуна (англ. Cenote Lagoon) — природне, тропічне та безтічне озеро в окрузі Коросаль, що в Белізі. Довжина до 0,2 км, а ширина до 0,2 км, і розкинуло свої плеса на висоті до 25 метрів.
Довкола озера лісові зарослі тропічного лісу. Найближчі поселення Літтл Беліз (Little Belize) — в 4 кілометрах на північ та Ньюланд (Neuland) — в 6 кілометрах на схід.